# Gualberto do Rosário
António Gualberto do Rosário Almada (nascido em 12 de outubro de 1950) em São Nicolau é um político de Cabo Verde.
Teve formação académica em Portugal, licenciado em Economia no Instituto Superior de Economia e Gestão da Universidade de Lisboa.
Foi primeiro-ministro de Cabo Verde entre julho de 2000 e fevereiro de 2001;
Antes tinha sido Ministro da Agricultura de 1991 a 1993;
Líder parlamentar do Movimento Para A Democracia de 1993 a 1995;
Ministro da Coordenação Económica de 1995 a 2000;
Após o licenciamento de Carlos Veiga em 29 de julho de 2000 para poder candidatar-se à Presidência da República, António Gualberto do Rosário Almada assumiu transitoriamente o cargo de primeiro-ministro Interino (PMI). 
Em agosto de 2001, António Gualberto do Rosário Almada retirou-se da chefia do MpD.
Presentemente é Presidente da Câmara  de Turismo de Cabo Verde, e exerce como economista funções de Gestor e de consultadoria. Actua, como Economista Sénior, concebendo, planificando e implementando estudos e projectos em diferentes sectores económicos.
Desde a adolescência revelou gosto pela escrita. Tem poemas publicados com diversos pseudónimos, no jornal "Mar Alto", da Figueira da Foz, na revista cabo-verdiana "Arte & Letra" e em todas as edições da publicação "Folhas Verdes", de que foi fundador, juntamente com outros colegas, e que circulou no Arquipélago nos finais dos anos oitenta.Escreveu o seu primeiro conto ainda quando aluno do ensino secundário, com o título " Lume no Alto Selarino"
Na ficção, estreou-se com a obra "Hora Minguada", no ano de 2002. Em 2004 publicou a sua segunda obra de ficção, "Ilha Imaculada"."A Herança da Chaxiraxi" ´2 a terceira obra de ficção que António Gualberto do Rosário Almada dá à estampa.